# Johann Vesling

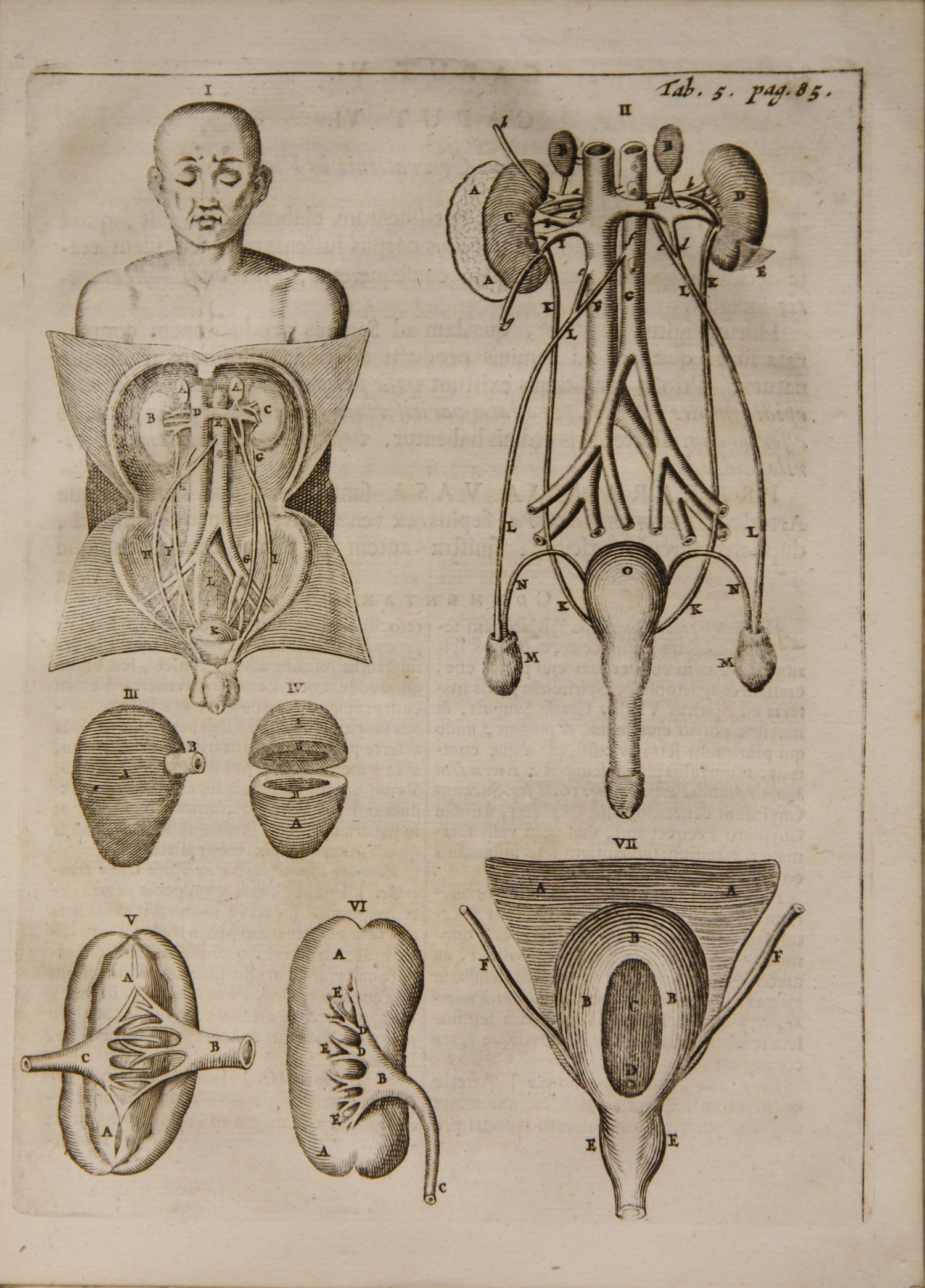
Ilustraciones del libro Syntagma anatomicum, Patavii, 1647.

Johann Vesling (Minden, 1598-Padua, 30 de agosto de 1649) fue un anatomista y botánico alemán.

## Biografía

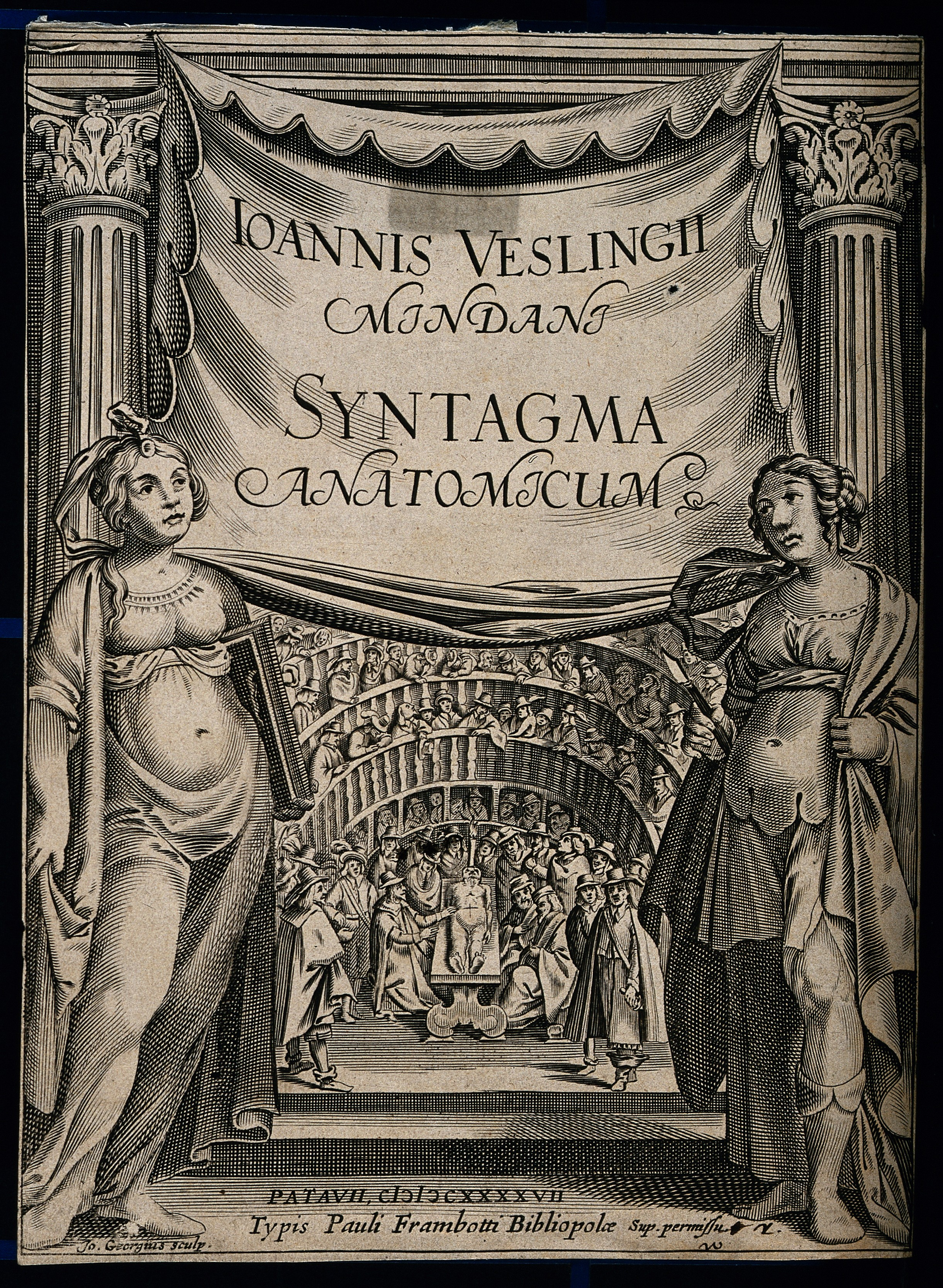
Portada del libro Syntagma anatomicum

Johann Vesling nació en Minden, Westfalia, en 1598. De familia católica, se trasladó a Viena para sortear las persecuciones de los protestantes. Realizó estudios médicos en la Universidad de Viena y se instaló luego en Venecia, donde alcanzó el puesto de maestro de anatomía del Colegio médico en 1627; el mismo año emprendió una travesía de estudios por Egipto y Jerusalén, donde se convirtió en médico personal del cónsul veneciano Alvise Corner, y realizó estudios sobre la botánica y flora local (especialmente sobre las plantas medicinales). Sus estudios botánicos le llevaron en 1640 a la publicación de una edición anotada de De plantis Aegypti de Prospero Alpini en 1592, y de las Opobalsami veteribus cogniti vindiciae (Padua, Frambotti, 1644).
En 1628 regresó a Venecia y retomó sus lecciones de anatomía y botánica, a las cuales acudían estudiantes alemanes de Padua. En 1632 fue contratado como profesor de anatomía y cirugía por la Universidad de Padua donde tuvo como asistente a Johann Georg Wirsung y fue maestro de Thomas Bartholin.
En 1638 mantuvo solo la enseñanza de cirugía y de botánica. En 1648 obtuvo del Senado autorización para un viaje de estudios por Oriente y se detuvo en la isla de Creta, donde reunió gran cantidad de plantas raras; pero a su vuelta, enfermó y murió. Fue enterrado con grandísimos honores en el claustro de la iglesia de San Antonio de Padua. Su obra más importante fue la titulada Syntagma anatomicum, publicis dissectionibus, en auditorum usum, diligenter aptatum (Padua, 1647), uno de los más afortunados manuales de anatomía del siglo, que tuvo una larga serie de ediciones y de traducciones por diversos países.

## Obras
- Alpini, Prospero (1638). De plantis Aegyptiis observationes et notae ad Prosperum Alpinum cum additamento aliarum ejusdem regionis (en latín). Patavii: apud Paulum Frambottum.
- Alpini, Prospero (1647). Syntagma anatomicum (en latín). Patavii: typis Pauli Frambotti Bibliopolæ.
- Alpini, Prospero (1644). Opobalsami veteribus cogniti Vindiciae (en latín). Patavii: typis Pauli Frambotti Bibliopolæ.

## Otros proyectos
- Wikisource contiene una página dedicada a Johann Vesling
- Wikimedia Commons contiene immagini o altri file su Johann Vesling

- Datos: Q1698611
- Multimedia: Johannes Wesling / Q1698611